# Crisix
Crisix es una banda de thrash metal procedente de Igualada, España. Fue fundada por Javi Carrión y Marc Torras como batería y bajista, respectivamente. Aunque no tardarían en completar la formación con los guitarristas Marc Busqué y Albert Requena, y finalmente con Juli Baz, que entraría para sustituir al primer vocalista.

## Historia

### Inicios (2008—2009)

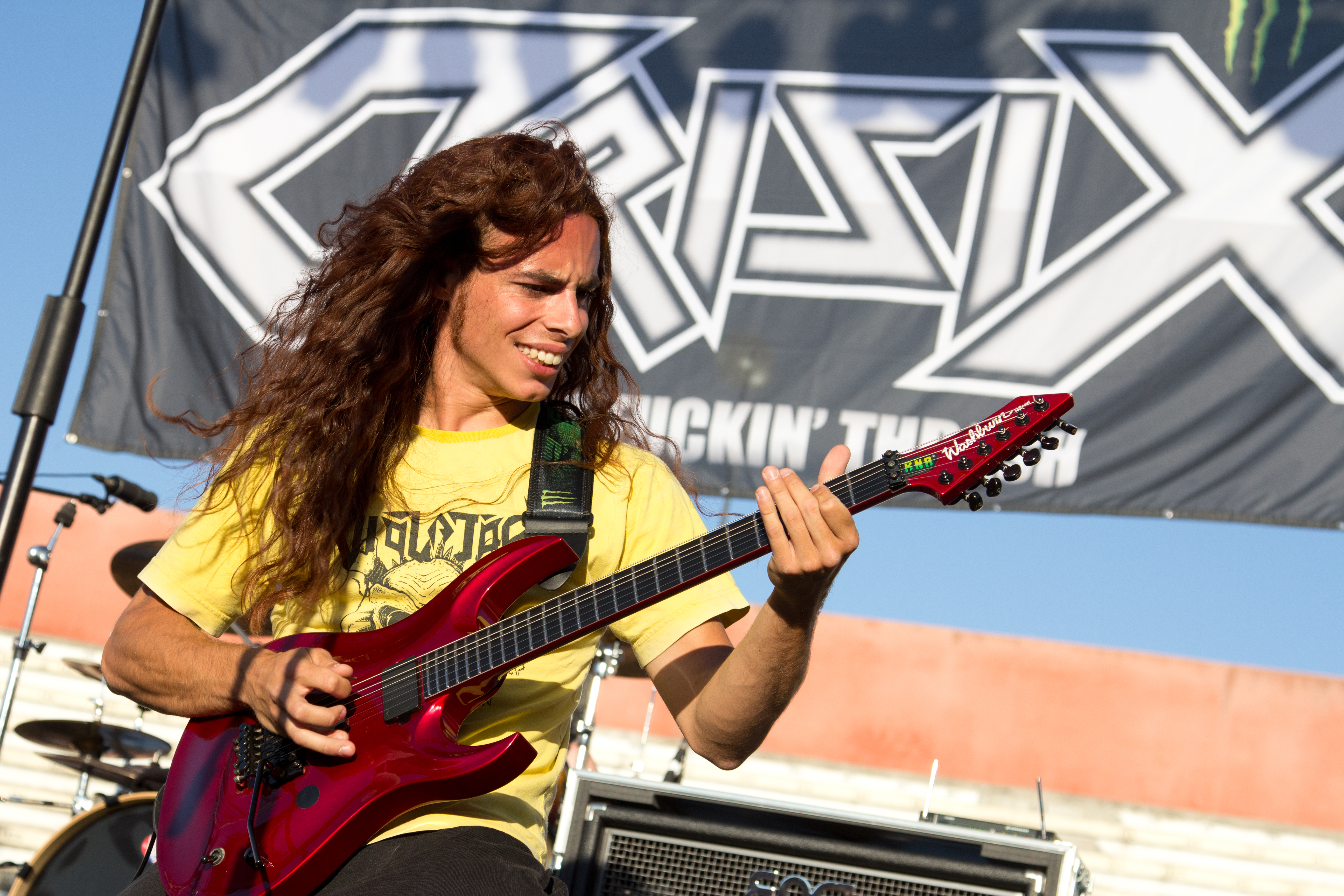
Albert Requena en el Asaco Metal Fest 2013.

Crisix nació en febrero de 2008 bajo el nombre de Crysys. La banda se formó a manos de Javi Carrión y Marc Torras (exmiembros de Shadon). Para la búsqueda de los otros componentes, recurrieron a otros colegas de bandas locales, y así entraron Marc Busqué (exguitarra de Helltears) y Albert Requena (exguitarra de Face). El primer cantante de la banda no pudo asistir al concierto de presentación, y decidieron sustituirlo por Julián Baz (bajista de Bourbon Society). El grupo se dio cuenta de que la voz de Juli encajaba mejor al estilo que buscaba la banda y decidieron proponerle el puesto de cantante cerrando así la formación.
Después de haber ganado el concurso nacional, Martohell Metal Rumble 2008, la banda decidió grabar su primer sencillo “Dead by the fistful of violence” en verano de 2008 en Akord’s Studio en Igualada, para incluirlo en el recopilatorio Spain Kills a cargo del sello Xtreem Music.
En diciembre de ese mismo año grabaron otros dos temas “Internal Pollution” y “Mummified by society”, también en Akord’s Studio para así tener su primera demo “Demonsthrashion” y así poder presentarse en el concurso W:O:A Metal Battle Spain 2009. Una vez ganada la semifinal española, la banda viajó a Alemania en 2009 para participar en la final internacional. Compitieron junto con otras 19 bandas de todo el mundo y ganaron por mayoría de votos del jurado.
Gracias a esa victoria, la banda consiguió un contrato discográfico con Wacken Records para grabar su primer álbum “The Menace” en los Stage One Studio en Alemania, así como su distribución a nivel mundial. También consiguieron el patrocinio de marcas como Washburn y Eden, además de una gira europea.

### The Menace (2010—2012)

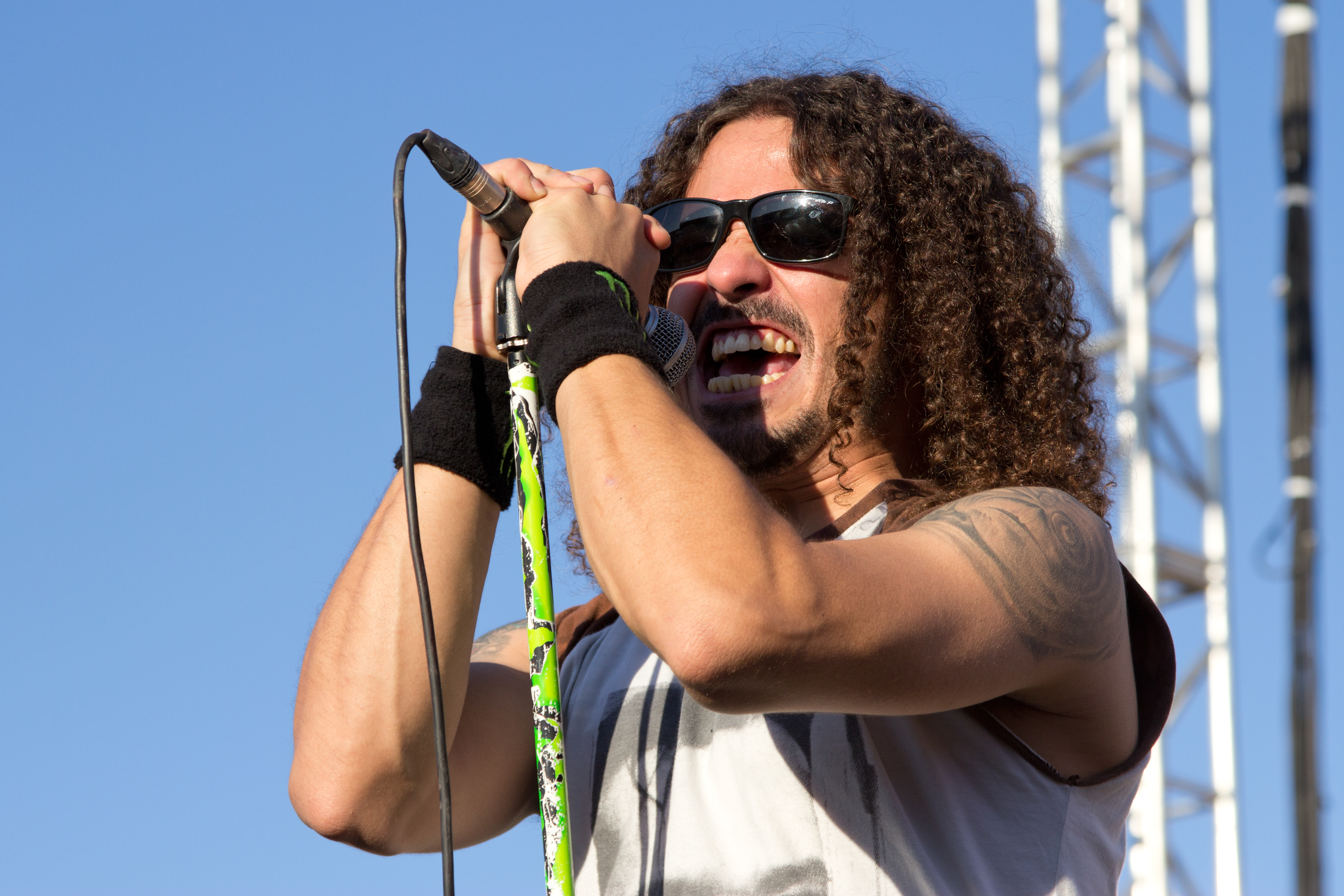
Juli Baz en el Asaco Metal Fest 2013.

A principios de 2010 la banda estuvo trabajando con Waldemar Sorychta (Sodom, Lacuna Coil, Moonspell, Tristania, Samael) para pre-producir el álbum, pero semanas después la discográfica comunicó a la banda que no podrían hacerse cargo de dicho disco junto con su promoción, por lo tanto tuvieron que acabar la producción y grabar el álbum por su cuenta en noviembre de 2010 en “Axtudio” de Barcelona. Después de dos meses de duro trabajo la banda viajó a Alemania en febrero para mezclar y masterizar el álbum en los Stage One Studio con Andy Classen.

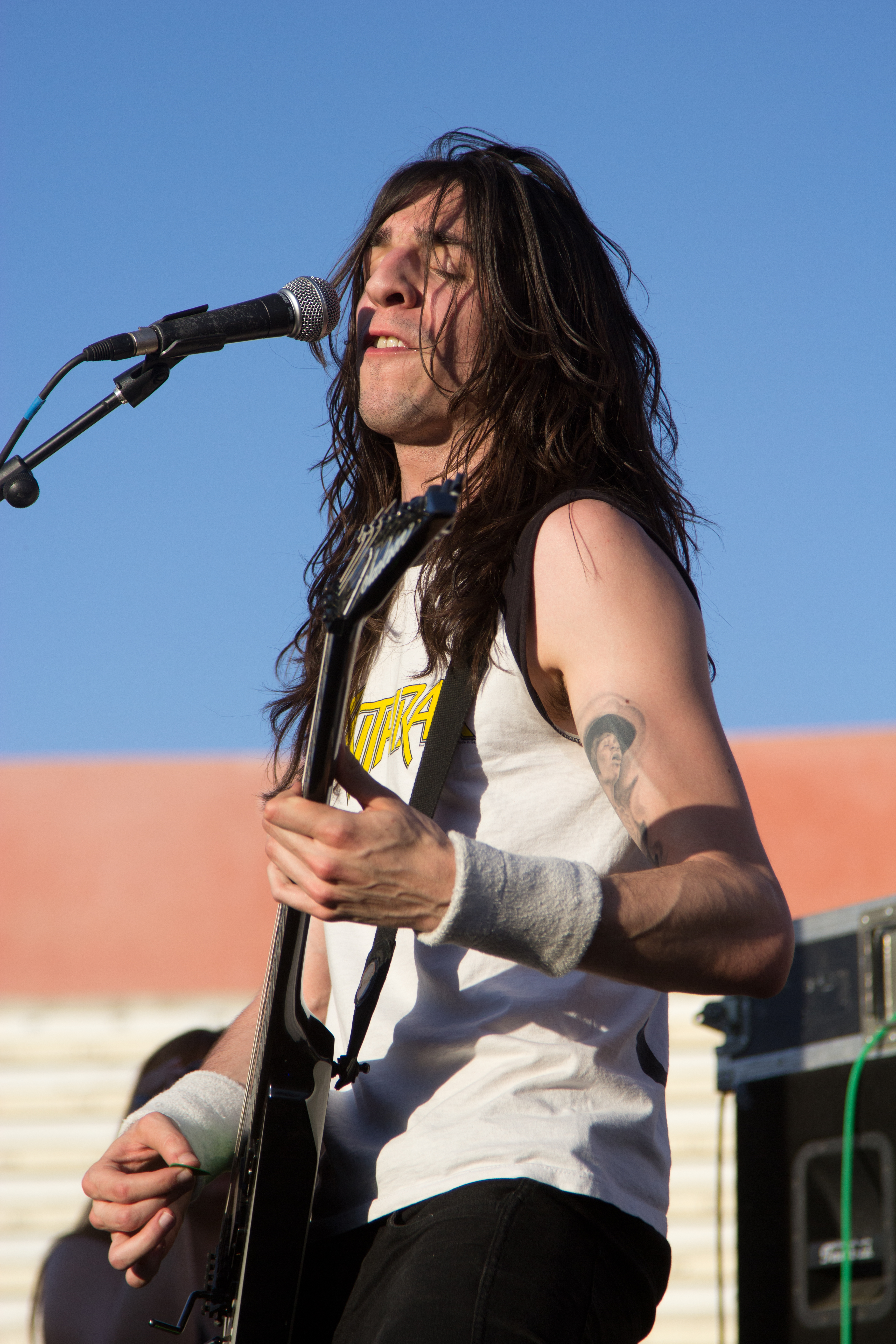
Marc Busqué en el Asaco Metal Fest 2013.

Unos meses antes de sacar su primer disco, la multinacional Sony les avisó que no podían seguir con su primer nombre Crysys debido a problemas legales con el videojuego Crysis. Viendo la situación, la banda se vio forzada a cambiar su nombre por Crisix.
El viernes 13 de mayo de 2011 la banda se reunió con Kaiowas Records para firmar su primer contrato discográfico. El esperado álbum The Menace tuvo como fecha de lanzamiento el 26 de septiembre de 2011 y cuenta con doce temas, además de un bonus track de "Ultra Thrash" con la colaboración de miembros de Angelus Apatrida y '77. El 21 de febrero de 2012 sale a la luz el videoclip de "Ultra Thrash".

### Rise... Then Rest (2013—presente)

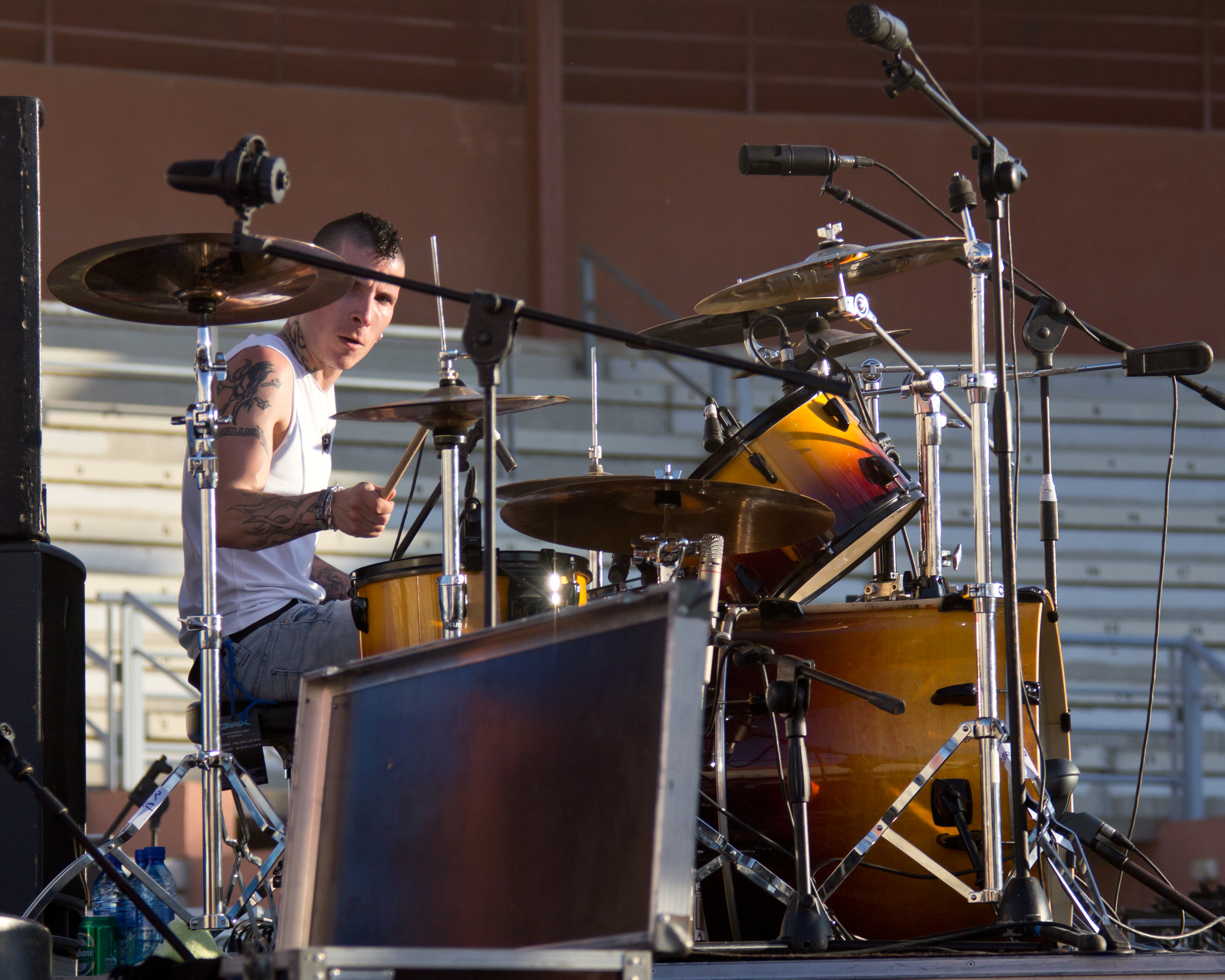
Javi Carrión en el Asaco Metal Fest 2013.

El grupo comenzó la grabación de su segundo disco el 6 de noviembre de 2012 en los estudios Moontower de Barcelona con Javi Félez (Graveyard) como productor e ingeniero. La mezcla y el masterizado han corrido a cargo de Erik Rutan (Hate Eternal, Morbid Angel) en sus estudios Mana Recordings (Cannibal Corpse, Nile, Agnostic Front, Malevolent Creation, Fueled By Fire) de Florida.
El primer sencillo del nuevo álbum, "Bring 'em to the Pit", fue publicado el 10 de abril de 2013 en forma de vídeo promocional. Posteriormente, el 30 de abril, la banda lanzó su segundo álbum Rise... Then Rest, que se situó en el puesto 63 de la lista Top 100 álbumes de España. En el mes de mayo, Crisix inició la gira Tour Then Rest que los llevará por toda la geografía nacional en 2013.

#### Nuevos bajistas
El 15 de octubre de 2013 Crisix comunica la decisión de Marc de abandonar la banda, publicando mediante las redes sociales un comunicado escrito por él mismo en el cual deja claro que los motivos por los que deja la banda no están relacionados con sus compañeros de banda, alegando que son totalmente personales
El 21 de octubre de 2013 Crisix anuncia la entrada de Dani Ramis, un bajista con mucha proyección y que pasaría a ser automáticamente el más joven de los integrantes. Dani se mantiene en la banda hasta que en 2018 no puede unirse a una gira por Polonia, República Checa y Austria en la que es sustituido temporalmente por Pla Vinseiro (en ese momento, guitarrista y cantante de Mutant Squad). 
En febrero de 2019 este cambio se anuncia como permanente en un comunicado de la banda, por lo que el nuevo bajista pasa a ser Pla Vinseiro.

### Parón indefinido (diciembre de 2024 – presente):
Crisix anunció en octubre de 2024 que, tras sus últimas actuaciones en Latinoamérica y Francia, entraría en un parón indefinido a partir de diciembre de ese año. La banda cerró su tienda online el 31 de diciembre de 2024, tras ofrecer descuentos de hasta el 50 % en el stock disponible. En sus declaraciones, afirmaron que “ha llegado el momento de parar la maquinaria”.

## Miembros
- Juli Baz "Bazooka" Sánchez - vocales (2008 - presente)
- Marc "Busi" Busqué Plaza - guitarra (2008 - presente)
- Albert Requena Mateu - guitarra (2008 - presente)
- Javi "Carry" Carrión López - batería (2008 - presente)
- Pla Vinseiro - bajo (2019 - presente)

## Miembros anteriores
- Marc "Firefly" Torras Mata - bajo (2008 - 2013)
- Dani Ramis Castelltort - bajo (2013 - 2019)

## Discografía
- 2011: The Menace
- 2013: Rise... Then Rest Top 100 Spanish Album Charts peak: No. 63[13]
- 2016: From Blue to Black
- 2018: AGAINST THE ODDS
- 2021: Pizza EP
- 2022: Full HD